# Anacleto Fernández
Coronel Anacleto Fernández fue un militar mexicano que participó en la Revolución mexicana. Se adhirió al movimiento villista y formó parte de la escolta de "Dorados" de Francisco Villa. Murió durante el combate que sostuvieron las fuerzas de caballería villistas con las fuerzas federales del general Federico Reina, entre Gómez Palacio, Durango y Torreón, Coahuila. 